# Michel Houellebecq
Michel Houellebecq (miʃɛl wɛlˈbɛk) (Pariz, 26. veljače 1958. – ), francuski pjesnik, esejist i romanopisac.
Michel Houellebecq je među najkontroverznijim piscima današnjice. Sa svoja četiri romana koji se bave tabu temama (seksualni turizam, muslimanski radikali, kloniranje, alternativni životni stilovi...) zadao je mnogo muke dežurnim cenzorima i kritici. Neki ga nazivaju slobodnim piscem koji se protivi političkoj korektnosti i zabranama društva dok će mnogima njegovi stavovi biti rasistički, seksistički i općenito, šokantni.
Svojim djelima te stalnom polemikom po javnim glasilima, Houellebecq je na sebe navukao bijes mnogih.
Rodio se kao Michel Thomas na otoku Réunionu. Tamo je proveo najranije dane. Nakon toga je otišao u Francusku živjeti s bakom, od koje je preuzeo prezime Houellebecq koje će mu postati književni pseudonim. Pohađao je osnovnu i srednje školu. Počeo se pripremati da bi mogao pristupiti elitnim školama. 1978. diplomirao je kao agronomski inženjer. Radio je kao kompjuterski administrator, čak i u francuskoj Nacionalnoj Skupštini. Proslavio ga je prvi važniji rad, Širenje područja borbe. Za to djelo dobio je niz nagrada. Živio je u Alžiru, Irskoj, i na mnogo drugih mjesta. Nema ženu ni djecu. Trenutno živi u Španjolskoj, ali ne namjerava tamo ostati zauvijek. Za roman "La carte et le territoire" dodijeljena mu je 2010. Prix Goncourt.

## Romani
- Širenje područja borbe
- Elementarne čestice
- Platforma
- Mogućnost otoka
- La carte et le territoire, roman, Flammarion (2010.)
- Pokoravanje (2015.)

## Vanjske poveznice
|  | Zajednički poslužitelj ima stranicu o temi Michel Houellebecq |